# Yunis Hüseynov
Yunis Hüseyn oğlu Hüseynov (* 1. února 1965, Baku, Ázerbájdžánská SSR, SSSR) je bývalý ázerbájdžánský fotbalový útočník a reprezentant, kariéru ukončil v roce 2001 v klubu Kəpəz Gəncə PFK. Po skončení aktivní hráčské kariéry se dal na trenérskou dráhu.
V letech 1994 a 1998 se stal ázerbájdžánským fotbalistou roku.

## Klubová kariéra
- FK Kjapaz Kirovabad 1983
- / Neftçi Baku 1984–1998
- Kəpəz Gəncə PFK 1998–1999
- ANS Pivani Bakı FK 1999–2000
- Kəpəz Gəncə PFK 2000–2001

## Reprezentační kariéra
V A-mužstvu Ázerbájdžánu debutoval 25. 5. 1993 v přátelském zápase v Gandži proti reprezentaci Gruzie (prohra 0:1). Celkem odehrál v letech 1993–1998 za ázerbájdžánský národní tým 34 zápasů a vstřelil 4 góly.